# Yeonpyeong
Yeonpyeong is een groep van Zuid-Koreaanse eilanden in de Gele Zee, ongeveer 80 km ten westen van Incheon en 12 km ten zuiden van de kust van provincie Hwanghae-namdo, Noord-Korea. Het grootste eiland is Daeyeonpyeong, ook wel Yeonpyeong genoemd, met een oppervlakte van 7 km² en 1176 inwoners (1999). Een ander bewoond eiland in de eilandengroep is Soyeonpyeong.

## Militaire conflicten
De eilandengroep ligt in een gebied dat wordt betwist door Noord- en Zuid-Korea. De Koreaanse Oorlog werd afgesloten met een wapenstilstandsovereenkomst in 1953. Hierin staat de afspraak dat het vasteland tot Noord-Korea behoord en de eilanden tot Zuid-Korea. Een lijn werd getekend om de scheiding tussen beide landen aan te geven. Noord-Korea heeft deze lijn, de Northern Limit Line, nooit geaccepteerd, maar de lijn fungeert wel als de de facto maritieme grens tussen beide landen. Diverse confrontaties tussen de landen zijn uitgebroken met deze lijn als aanleiding voor het conflict.
Nabij de eilandengroep waren in 1999 en 2002 militaire incidenten met het buurland Noord-Korea. Op 23 november 2010 werd het eiland Yeonpyeong met granaten aangevallen door Noord-Korea. Noord-Korea ontkende dat het als eerste vuurde, maar reageerde op een Zuid-Koreaanse aanval.